# Hans Reissner
Hans Jacob Reissner (Berlino, 18 gennaio 1874 – Mount Angel, 2 ottobre 1967) è stato un fisico e ingegnere aeronautico tedesco la cui vocazione però era la fisica matematica. Durante la prima guerra mondiale fu insignito con la Croce di ferro di seconda classe (per civili) per il suo lavoro pioneristico riguardo alla progettazione di aeromobili.
Durante il Terzo Reich lavorò nell'industria degli aeromobili, sebbene non avesse un Arierzeugnis. Nel 1938 emigrò negli Stati Uniti dove insegnò all'Istituto di Tecnologia dell'Illinois (1938-1944) e poi al Politecnico della New York University a Brooklyn (1944-1954).
Fu il primo scienziato a risolvere l'equazione di Einstein per la metrica di una massa puntiforme con carica. La sua metrica di Reissner-Nordström dimostrò che un elettrone ha una singolarità nuda piuttosto che un orizzonte degli eventi.